# Ярнсакса (спутник)
Ярнсакса (англ. Jarnsaxa) — нерегулярный спутник планеты Сатурн с обратным орбитальным обращением. Назван именем Ярнсаксы, великанши из германо-скандинавской мифологии. Также обозначается как Сатурн L (где L — римская цифра, означающая 50).

## История открытия
Ярнсакса была открыта в серии наблюдений, начиная с 5 января 2006 года.
Дополнительная серия наблюдений была проведена 16 января — 20 февраля 2007 года.
Сообщение об открытии сделано 30 июня 2006 года.
Спутник получил временное обозначение S/2006 S 6.
Собственное название было присвоено 20 сентября 2007 года.